# Eduardo Blasco Ferrer
Eduardo Blasco Ferrer (Barcellona, 15 giugno 1956 – Bastia, 12 gennaio 2017) è stato un filologo e linguista spagnolo, docente di linguistica sarda e romanza presso l'Università di Cagliari. Presso lo stesso ateneo è stato direttore del master universitario Approcci interdisciplinari nella didattica del sardo della facoltà di Scienze della Formazione.

## Biografia
Laureatosi nel 1981 in linguistica romanza presso l'Università di Erlangen, materia nella quale ha conseguito un dottorato di ricerca con Heinrich Kuen, è approdato all'Università di Cagliari come lettore di catalano nella facoltà di Magistero.
È stato poi docente nelle università di Sassari, Bonn, Firenze, Monaco di Baviera; dal 1993 è stato di nuovo a Cagliari, inizialmente come docente di storia della lingua italiana, e dal 1996 come docente di linguistica sarda.
Si è occupato maggiormente di studio e didattica della lingua sarda, ma ha rivolto la sua attenzione anche a catalano, spagnolo, ladino e italiano.

## Opere
- Grammatica storica del catalano e dei suoi dialetti con speciale riguardo all'algherese. Tübingen: G. Narr, c1984.
- La lingua sarda contemporanea : grammatica del logudorese e del campidanese : norma e varietá dell'uso : sintesi storica. Cagliari : Della Torre, c1986.
- Storia linguistica della Sardegna. Tübingen : Niemeyer, 1984.
- Le parlate dell'alta Ogliastra : analisi dialettologica : saggio di storia linguistica e culturale. Cagliari : Edizioni Della Torre, 1988.
- Ello, ellus : grammatica sarda. Nuoro : Poliedro, c1994.
- La lingua nel tempo : variazione e cambiamento in latino, italiano e sardo. Cagliari : CUEC, 1995.
- Breve corso di linguistica italiana : con facsimili, edizione e commento d'un testo quattrocentesco ad uso di seminari ed esercitazioni. Cagliari : CUEC, 1996.
- Pro domo : grammatica essenziale della lingua sarda. Cagliari : Condaghes, 1998.
- Italiano e tedesco : un confronto linguistico. Torino : Paravia scriptorium, c1999.
- Italiano, sardo e lingue moderne a scuola. Milano : F. Angeli, 2003.
- Storia della lingua sarda. Cagliari : CUEC, 2009.
- Paleosardo. Le radici linguistiche della Sardegna neolitica. Berlin : De Gruyter, 2010. ISBN 978-3-11-023560-9